# Alsophila salvinii
Alsophila salvinii là một loài thực vật có mạch trong họ Cyatheaceae. Loài này được Hook. mô tả khoa học đầu tiên năm 1866.